# Amieira (Portel)
Amieira é uma povoação portuguesa do Município de Portel que foi sede da extinta Freguesia de Amieira, freguesia que tinha 98,36 km² de área e 362 habitantes (2011), e, por isso, uma densidade populacional de 3,7 h/km².
A Freguesia de Amieira foi extinta (agregada) pela última Reorganização administrativa do território das freguesias, de acordo com a Lei nº 11-A/2013 de 28 de Janeiro, tendo o seu território sido agregado ao da Freguesia de Alqueva para constituir a União de freguesias de Amieira e Alqueva com sede na Amieira.
Localizada na confluência da ribeira da Amieira e do rio Degebe, a aldeia já existia no tempo dos romanos, como prova a necrópole de Nossa Senhora das Neves. Hoje, é sobretudo conhecida pela moderna marina, onde há barcos-casa para alugar, nos quais é possível navegar por todo o grande lago de Alqueva.

## Toponímia
O nome "amieira ou amieiro" que significa "árvore frequente nas terras húmidas", pode estar na origem do nome desta freguesia. A proximidade da água de vários ribeiros, e especialmente do rio Degebe, tornaria húmidas aquelas terras permitindo a abundância de vegetação própria, nas quais se incluiriam os amieiros. Esta designação natural poderá ter passado a identificar o lugar, juntamente com o nome atribuído à paróquia: Nossa Senhora das Neves da Amieira.

## População
| População da freguesia de Amieira | População da freguesia de Amieira | População da freguesia de Amieira | População da freguesia de Amieira | População da freguesia de Amieira | População da freguesia de Amieira | População da freguesia de Amieira | População da freguesia de Amieira | População da freguesia de Amieira | População da freguesia de Amieira | População da freguesia de Amieira | População da freguesia de Amieira | População da freguesia de Amieira | População da freguesia de Amieira | População da freguesia de Amieira |
| --------------------------------- | --------------------------------- | --------------------------------- | --------------------------------- | --------------------------------- | --------------------------------- | --------------------------------- | --------------------------------- | --------------------------------- | --------------------------------- | --------------------------------- | --------------------------------- | --------------------------------- | --------------------------------- | --------------------------------- |
| 1864                              | 1878                              | 1890                              | 1900                              | 1911                              | 1920                              | 1930                              | 1940                              | 1950                              | 1960                              | 1970                              | 1981                              | 1991                              | 2001                              | 2011                              |
| 597                               | 662                               | 743                               | 759                               | 868                               | 857                               | 954                               | 1 097                             | 1 069                             | 943                               | 778                               | 614                               | 505                               | 436                               | 362                               |

## Pontos de Interesse
- Amieira Marina;
- Igreja de Nossa Sra das Neves da Amieira;
- Monumento ao forcado;
- Praça de Touros;
- Monumento em homenagem ao 25 de Abril